# Allen Bard
Allen Joseph Bard (New York, 18 dicembre 1933 – Austin, 11 febbraio 2024) è stato un chimico statunitense.

## Biografia
Ottenuto il dottorato in chimica all'Università di Harvard nel 1958, entrò a far parte come ricercatore e docente dell'University of Texas at Austin, dove trascorse la maggior parte della sua carriera accademica. Dal 1985 resse la cattedra Hackerman/Welch Regents e fu direttore del Centro di Elettrochimica.
Si occupò prevalentemente di elettrochimica, in particolare di ESTM e fotoelettrochimica. Nel 2002 vinse la Medaglia Priestley e nel 2008 il Premio Wolf per la chimica.